# Nathaniel Point Farm
 (octobre 2020).
Pour les articles homonymes, voir Nathaniel.
La Nathaniel Point Farm est une ferme américaine du comté de Summit, dans l'Ohio. Inscrite au Registre national des lieux historiques depuis le 3 septembre 1999, elle est protégée au sein du parc national de Cuyahoga Valley depuis la création de ce dernier en 2000.